# 1999년 한국프로야구
1999년 한국프로야구는 드림리그와 매직리그의 2개 리그로 치러졌다. 4월 3일 개막하여 시즌이 시작된 이후인 4월 중순에는 와일드카드제도를 도입하였다. 한화 이글스가 창단 후 첫 우승을 차지했다. 같은 리그팀간 20경기, 다른 리그 팀간 18경기를 치렀다.